# 大原宿奈麻呂
大原 宿奈麻呂（おおはら の すくなまろ、生没年不詳）は、奈良時代の皇族・貴族。名は少麻呂・少万呂とも記される。官位は従五位下・伯耆守。

## 経歴
天平11年（739年）高安王らが大原真人姓を与えられ臣籍降下した際、兄の今城とともに宿奈麻呂も臣籍降下したと想定される。
淳仁朝にて筑後介を経て、天平宝字8年（764年）正月に従五位下に叙爵し、左虎賁翼に任官する。しかし、同年9月に発生した藤原仲麻呂の乱に連座したらしく官位を剥奪される。
光仁朝の宝亀5年（774年）罪を赦されて本位（従五位下）に復し、宝亀7年（776年）伯耆守に任じられている。

## 官歴
注記のないものは『続日本紀』による。
- 天平11年（739年） 4月3日：臣籍降下（大原真人姓）
- 天平宝字2年（758年） 8月：見筑後介[1]
- 時期不詳：正六位上
- 天平宝字8年（764年） 正月7日：従五位下。正月21日：左虎賁翼。9月：官位剥奪か（藤原仲麻呂の乱連座）?
- 宝亀5年（774年） 5月5日：復本位（従五位下）
- 宝亀7年（776年） 3月6日：伯耆守